# Liste der Einträge im National Register of Historic Places im Jefferson County (West Virginia)
Diese Liste der Einträge im National Register of Historic Places im Jefferson County (West Virginia) enthält alle im Jefferson County, West Virginia in das National Register of Historic Places eingetragenen Gebäude, Bauwerke, Objekte, Stätten oder historischen Distrikte.
Diese Liste entspricht dem Bearbeitungsstand des National Park Service/National Register of Historic Places vom 4. Oktober 2024.

## Legende
| NRHP | Historic Place             |
| NHL  | National Historic Landmark |
| HD   | National Historic District |

## Aktuelle Einträge
| [ 2 ] | Name                                                                 | Bild                                                                 | Eintragsdatum                  | Lage | Ort                     | Beschreibung                                         |
| ----- | -------------------------------------------------------------------- | -------------------------------------------------------------------- | ------------------------------ | --- | ----------------------- | ---------------------------------------------------- |
| 1     | Christian Allemong House                                             | Christian Allemong House                                             | 2. Mai 2003 ID-Nr. 03000346    | 35 Hardestry Rd. 39° 14′ 14″ N, 77° 58′ 43″ W | Summit Point            |                                                      |
| 2     | Allstadt House and Ordinary                                          | Allstadt House and Ordinary                                          | 9. Apr. 1985 ID-Nr. 85000767   | an der Straßenkreuzung der U.S. Route 340 mit der County Road 27 39° 18′ 58,5″ N, 77° 45′ 20,4″ W | Harpers Ferry           |                                                      |
| 3     | Altona                                                               | Altona                                                               | 24. Nov. 1995 ID-Nr. 95001322  | West Virginia Route 51, westlich von Charles Town 39° 17′ 24″ N, 77° 52′ 57″ W | Charles Town            |                                                      |
| 4     | Aspen Hill                                                           |                                                                      | 13. März 1980 ID-Nr. 80004024  | nördlich von Charles Town an der West Virginia Route 9 39° 19′ 18″ N, 77° 51′ 44″ W | Charles Town            |                                                      |
| 5     | B & O Railroad Potomac River Crossing                                | weitere Bilder                                                       | 14. Feb. 1978 ID-Nr. 78001484  | am Zusammenfluss von Shenandoah River und Potomac River 39° 19′ 27″ N, 77° 43′ 43″ W | Harpers Ferry           |                                                      |
| 6     | Barleywood                                                           |                                                                      | 24. Mai 2007 ID-Nr. 07000241   | Ambler Road, nördlich der West Virginia Route 51 39° 18′ 53,6″ N, 77° 54′ 42,5″ W | Charles Town            |                                                      |
| 7     | Beall-Air                                                            | weitere Bilder                                                       | 17. Aug. 1973 ID-Nr. 73001914  | westlich von Halltown an der U.S. Route 340 39° 18′ 55″ N, 77° 48′ 44″ W | Halltown                |                                                      |
| 8     | Belvedere                                                            |                                                                      | 12. Jan. 1984 ID-Nr. 84003588  | 76 Belvedere Farm Drive 39° 17′ 5″ N, 77° 50′ 43″ W | Charles Town            |                                                      |
| 9     | Beverley                                                             | weitere Bilder                                                       | 20. März 1987 ID-Nr. 87000486  | U.S. Route 340 und 1 Burns Farm Rd. 39° 15′ 3″ N, 77° 53′ 34″ W | Charles Town            |                                                      |
| 10    | Blakeley                                                             | Blakeley                                                             | 15. Apr. 1982 ID-Nr. 82004319  | Huyett Road 39° 15′ 36″ N, 77° 54′ 22″ W | Charles Town            |                                                      |
| 11    | Boidstones Place                                                     |                                                                      | 22. Nov. 1999 ID-Nr. 99001397  | Shepherd Grade 39° 28′ 11″ N, 77° 48′ 6″ W | Shepherdstown           |                                                      |
| 12    | The Bower                                                            | The Bower                                                            | 15. Apr. 1982 ID-Nr. 82004321  | County Road 1/1 39° 21′ 54″ N, 77° 57′ 27″ W | Leetown                 |                                                      |
| 13    | Peter Burr House                                                     | weitere Bilder                                                       | 9. Apr. 1982 ID-Nr. 82004322   | Warm Springs Rd. 39° 21′ 34″ N, 77° 51′ 25″ W | Shenandoah Junction     |                                                      |
| 14    | Cedar Lawn                                                           | Cedar Lawn                                                           | 4. Dez. 1974 ID-Nr. 74002004   | westlich von Charles Town, an der Virginia State Route 51 und südlich der County Road 51/1 39° 17′ 6″ N, 77° 55′ 22″ W                                                                                   | Charles Town            |                                                      |
| 15    | Charles Town Mining, Manufacturing, and Improvement Company Building | Charles Town Mining, Manufacturing, and Improvement Company Building | 2. Aug. 2001 ID-Nr. 01000779   | 312 S. Mildred St. 39° 17′ 40″ N, 77° 51′ 38″ W | Ranson                  |                                                      |
| 16    | Claymont Court                                                       | weitere Bilder                                                       | 25. Juli 1973 ID-Nr. 73001908  | südwestlich von Charles Town, in der Nähe der U.S. Route 340 39° 16′ 7″ N, 77° 54′ 21″ W | Charles Town            |                                                      |
| 17    | Cold Spring                                                          | weitere Bilder                                                       | 14. Aug. 1973 ID-Nr. 73001917  | südlich von Shepherdstown, an der County Road 17 39° 23′ 48″ N, 77° 49′ 5″ W | Shepherdstown           |                                                      |
| 18    | Cool Spring Farm                                                     | Cool Spring Farm                                                     | 27. März 2007 ID-Nr. 07000239  | 1735 Lloyd Rd. 39° 14′ 44″ N, 77° 55′ 55″ W | Charles Town            |                                                      |
| 19    | Downtown Charles Town Historic District                              | Downtown Charles Town Historic District                              | 21. März 1997 ID-Nr. 97000263  | zwischen der Washington, Liberty, Congress St., inklusive der östlichen Stadtgrenze mit der Water St. 39° 17′ 21″ N, 77° 51′ 33″ W                                                                       | Charles Town            |                                                      |
| 20    | Duffields Depot                                                      | Duffields Depot                                                      | 3. Aug. 2007 ID-Nr. 07000780   | 45 Melvin Rd. 39° 21′ 46,2″ N, 77° 49′ 32,4″ W | Shenandoah Junction     |                                                      |
| 21    | Elmwood                                                              | weitere Bilder                                                       | 17. Aug. 1973 ID-Nr. 73001918  | südlich von Shepherdstown, an der County Road 17 39° 23′ 50″ N, 77° 48′ 50″ W | Shepherdstown           |                                                      |
| 22    | Elmwood-on-the-Opequon                                               |                                                                      | 22. März 2006 ID-Nr. 06000165  | 3898 Sulphur Springs Rd. 39° 21′ 13″ N, 77° 57′ 43″ W | Kearneysville           |                                                      |
| 23    | Falling Spring-Morgan's Grove                                        | weitere Bilder                                                       | 15. Feb. 1989 ID-Nr. 88002670  | West Virginia Route 480 39° 25′ 15″ N, 77° 48′ 55″ W | Shepherdstown           |                                                      |
| 24    | Feagans' Mill Complex                                                |                                                                      | 23. Jan. 2017 ID-Nr. 100000572 | 28 Feagans' Mill Ln. 39° 14′ 30,8″ N, 77° 55′ 18,6″ W | Charles Town            |                                                      |
| 25    | Fruit Hill                                                           |                                                                      | 26. Sep. 1988 ID-Nr. 88001588  | Shepherd Grade 39° 26′ 53″ N, 77° 49′ 28″ W | Shepherdstown           |                                                      |
| 26    | Gap View Farm                                                        | weitere Bilder                                                       | 9. Jan. 1997 ID-Nr. 96001574   | West Virginia Route 9, zwischen Charles Town und Shenandoah Junction 39° 20′ 32″ N, 77° 50′ 58″ W | Charles Town            |                                                      |
| 27    | Gibson-Todd House                                                    | Gibson-Todd House                                                    | 1. Sep. 1983 ID-Nr. 83003238   | 515 S. Samuel St. 39° 17′ 7,2″ N, 77° 51′ 21,3″ W | Charles Town            |                                                      |
| 28    | Glenburnie                                                           |                                                                      | 29. Nov. 1988 ID-Nr. 88002668  | County Road 16/Ridge Rd. 39° 23′ 27″ N, 77° 50′ 42″ W | Shenandoah Junction     |                                                      |
| 29    | William Grubb Farm                                                   | William Grubb Farm                                                   | 21. Nov. 1991 ID-Nr. 91001735  | County Road 340/2, westlich der Einmündung zur U.S. Route 340 39° 14′ 20″ N, 77° 54′ 14″ W | Charles Town            |                                                      |
| 30    | Nathan Haines Farm                                                   |                                                                      | 14. Okt. 2022 ID-Nr. 100008071 | 1642 und 1673 Lloyd Rd. 39° 14′ 38,4″ N, 77° 55′ 34,7″ W | Charles Town            | dieser Eintrag hat eine weiter Referenz-ID 100009140 |
| 31    | Halltown Colored Free School                                         | weitere Bilder                                                       | 25. Aug. 2004 ID-Nr. 04000912  | Halltown Rd., in der Nähe der Verbindung zur Tabb Lane 39° 18′ 44″ N, 77° 48′ 6″ W | Halltown                |                                                      |
| 32    | Halltown Union Colored Sunday School                                 | weitere Bilder                                                       | 12. Jan. 1984 ID-Nr. 84003591  | Halltown Rd., in der Nähe der Verbindung zur Tabb Lane 39° 18′ 34″ N, 77° 48′ 11″ W | Halltown                |                                                      |
| 33    | Harewood                                                             | weitere Bilder                                                       | 14. März 1973 ID-Nr. 73001909  | westlich von Charles Town, in der Nähe der West Virginia Route 51 39° 18′ 9″ N, 77° 55′ 11″ W | Charles Town            |                                                      |
| 34    | Harpers Ferry Historic District                                      | weitere Bilder                                                       | 15. Okt. 1979 ID-Nr. 79002584  | in der Nähe der U.S. Route 340 39° 19′ 35″ N, 77° 44′ 29″ W | Harpers Ferry           |                                                      |
| 35    | Harpers Ferry National Historical Park                               | weitere Bilder                                                       | 15. Okt. 1966 ID-Nr. 66000041  | am Zusammenfluss von Shenandoah River und Potomac River 39° 18′ 59″ N, 77° 43′ 9″ W | Harpers Ferry           | dieser Eintrag hat eine weiter Referenz-ID 16000238  |
| 36    | Hazelfield                                                           | Hazelfield                                                           | 12. Dez. 1976 ID-Nr. 76001938  | in der Nähe der County Road 48/2 39° 22′ 25″ N, 77° 51′ 36″ W | Shenandoah Junction     |                                                      |
| 37    | The Hermitage                                                        | The Hermitage                                                        | 23. Dez. 1993 ID-Nr. 93001444  | Kabletown Rd. (County Road 25), nördlich der Einmündung zur Mt. Hammond Rd. 39° 14′ 53″ N, 77° 50′ 30″ W                                                                                                 | Charles Town            |                                                      |
| 38    | Hillside                                                             | Hillside                                                             | 12. Dez. 1985 ID-Nr. 85003521  | Old Cave Rd. 39° 15′ 47″ N, 77° 52′ 5″ W | Charles Town            |                                                      |
| 39    | Hopewell                                                             |                                                                      | 25. März 1994 ID-Nr. 94000214  | Bloomery Rd. (County Road 27), nordöstlich von Bloomery 39° 16′ 4″ N, 77° 47′ 36″ W | Charles Town            |                                                      |
| 40    | Jacks-Manning Farm                                                   | Jacks-Manning Farm                                                   | 12. Jan. 1984 ID-Nr. 84003594  | U.S. Route 340 39° 16′ 8″ N, 77° 51′ 38″ W | Charles Town            |                                                      |
| 41    | Jefferson County Alms House                                          |                                                                      | 14. Apr. 1995 ID-Nr. 95000418  | West Virginia Secondary Route 15, südöstlich von Leetown 39° 20′ 7,1″ N, 77° 54′ 29,9″ W | Leetown                 |                                                      |
| 42    | Jefferson County Courthouse                                          | weitere Bilder                                                       | 10. Juli 1973 ID-Nr. 73001910  | N. George und E. Washington Sts. 39° 17′ 21,1″ N, 77° 51′ 37,1″ W | Charles Town            | dieser Eintrag hat eine weiter Referenz-ID 100009833 |
| 43    | Lee-Longsworth House                                                 | Lee-Longsworth House                                                 | 23. Sep. 1985 ID-Nr. 85002471  | 1141 Washington St. 39° 19′ 32,2″ N, 77° 44′ 48,8″ W | Harpers Ferry           |                                                      |
| 44    | Captain William Lucas and Robert Lucas House                         | Captain William Lucas and Robert Lucas House                         | 2. Sep. 1982 ID-Nr. 82004323   | Engle Molers Road 39° 24′ 6,1″ N, 77° 46′ 27,1″ W | Shepherdstown           |                                                      |
| 45    | James Marshall House                                                 |                                                                      | 27. Sep. 1988 ID-Nr. 88001596  | Shepherd Grade 39° 27′ 15,1″ N, 77° 49′ 31,1″ W | Shepherdstown           |                                                      |
| 46    | Media Farm                                                           |                                                                      | 10. Nov. 1994 ID-Nr. 93000616  | Flowing Springs Rd. (County Road 17), nördlich von Charles Town 39° 19′ 45,8″ N, 77° 50′ 31,9″ W | Charles Town            |                                                      |
| 47    | Middleway Historic District                                          | Middleway Historic District                                          | 13. März 1980 ID-Nr. 80004025  | Leetown Road 39° 18′ 13″ N, 77° 58′ 58,1″ W | Middleway               |                                                      |
| 48    | Morgan's Grove                                                       | Morgan's Grove                                                       | 19. März 1999 ID-Nr. 99000286  | zwischen der West Virginia Route 230 und West Virginia Route 480, inklusive der Morgan's Grove Rd. 39° 25′ 4,1″ N, 77° 48′ 45″ W                                                                         | Shepherdstown           |                                                      |
| 49    | Morgan-Bedinger-Dandridge House                                      | weitere Bilder                                                       | 13. Mai 1983 ID-Nr. 83003239   | südwestlich von Shepherdstown, an der West Virginia Route 480 39° 25′ 36,8″ N, 77° 48′ 42,8″ W | Shepherdstown           |                                                      |
| 50    | New Opera House                                                      | New Opera House                                                      | 24. Nov. 1978 ID-Nr. 78002798  | 200–204 N. George St. 39° 17′ 22,9″ N, 77° 51′ 38,9″ W | Charles Town            |                                                      |
| 51    | Old Charles Town Historic District                                   |                                                                      | 2. Nov. 2000 ID-Nr. 00001308   | entlang der Norfolk and Western Railway Eisenbahnstrecke, der Charles Town line, Hessey Pl., North St., U.S. Route 340, S. Charles St., Water St. und W. Washington St. 39° 17′ 13,9″ N, 77° 51′ 42,8″ W | Charles Town            |                                                      |
| 52    | James Osbourn Farm                                                   |                                                                      | 4. Apr. 2023 ID-Nr. 100008820  | 1901 Trough Rd. 39° 25′ 11,6″ N, 77° 47′ 8,2″ W | Shepherdstown, Siedlung |                                                      |
| 53    | Potomac Mills                                                        | Potomac Mills                                                        | 5. Feb. 2014 ID-Nr. 13001166   | River und Trough Rds. 39° 25′ 41,5″ N, 77° 46′ 48″ W | Shepherdstown           |                                                      |
| 54    | Prato Rio                                                            | Prato Rio                                                            | 11. Apr. 1973 ID-Nr. 73001916  | West Virginia Route 480 39° 20′ 48,8″ N, 77° 56′ 12,1″ W | Leetown                 |                                                      |
| 55    | Rees-Daniel Farm                                                     |                                                                      | 28. März 2024 ID-Nr. 100010180 | 330 Hidden Hollow Drive 39° 19′ 38,6″ N, 77° 59′ 7,8″ W | Kearneysville, Siedlung |                                                      |
| 56    | Rellim Farm                                                          |                                                                      | 4. Dez. 1998 ID-Nr. 98001467   | Leetown Rd., südlich der West Virginia Route 9 39° 22′ 50,9″ N, 77° 53′ 15″ W | Kearneysville           |                                                      |
| 57    | Richwood Hall                                                        | Richwood Hall                                                        | 19. Juni 1973 ID-Nr. 73001911  | westlich von Charles Town, in der Nähe der West Virginia Route 51 39° 17′ 31,9″ N, 77° 55′ 50,9″ W | Charles Town            |                                                      |
| 58    | Rion Hall                                                            | Rion Hall                                                            | 20. Sep. 1982 ID-Nr. 82004320  | östlich von Charles Town, an der U.S. Route 340 39° 18′ 5,4″ N, 77° 48′ 19,4″ W | Charles Town            |                                                      |
| 59    | Ripon Lodge                                                          |                                                                      | 31. Aug. 1998 ID-Nr. 98001074  | an der Straßenkreuzung der U.S. Route 340 mit der Withers-Carve Rd. 39° 13′ 21″ N, 77° 54′ 29,9″ W | Rippon                  |                                                      |
| 60    | Rock Spring                                                          | Rock Spring                                                          | 17. Jan. 2008 ID-Nr. 07001416  | 2000 Ridge Rd. 39° 23′ 2,4″ N, 77° 50′ 37,7″ W | Shepherdstown           |                                                      |
| 61    | Rockland                                                             |                                                                      | 5. Feb. 1990 ID-Nr. 89002316   | West Virginia Route 480 39° 24′ 29,9″ N, 77° 51′ 29,2″ W | Shepherdstown           |                                                      |
| 62    | The Rocks                                                            |                                                                      | 3. Dez. 2020 ID-Nr. 100005843  | 1003 Westside Ln. 39° 11′ 8,5″ N, 77° 51′ 10,8″ W | Charles Town            |                                                      |
| 63    | Rose Hill Farm                                                       | Rose Hill Farm                                                       | 18. Mai 1990 ID-Nr. 90000716   | an der West Virginia Route 480, südöstlich der Einmündung mit der Warm Springs Rd. 39° 23′ 48,1″ N, 77° 51′ 45″ W                                                                                        | Shepherdstown           |                                                      |
| 64    | Frederick Rosenberger Farm                                           |                                                                      | 28. März 2024 ID-Nr. 100010181 | 494 Harry Shirley Road 39° 19′ 58,1″ N, 77° 58′ 12,4″ W | Kearneysville, Siedlung |                                                      |
| 65    | Rumsey Hall                                                          | Rumsey Hall                                                          | 30. März 1973 ID-Nr. 73001919  | German und Princess Sts. 39° 25′ 57″ N, 77° 48′ 13″ W | Shepherdstown           |                                                      |
| 66    | St. Peter's Roman Catholic Church                                    | weitere Bilder                                                       | 30. März 1973 ID-Nr. 73001915  | Church St. and Jefferson Rock Trail 39° 19′ 28″ N, 77° 43′ 53″ W | Harpers Ferry           |                                                      |
| 67    | Shannondale Springs                                                  |                                                                      | 31. März 1998 ID-Nr. 98000289  | in der Nähe der Mission Rd., südlich der West Virginia 115 39° 13′ 13″ N, 77° 48′ 58″ W | Shannondale             |                                                      |
| 68    | Shepherd's Mill                                                      | weitere Bilder                                                       | 6. Mai 1971 ID-Nr. 71000882    | High Street 39° 26′ 0″ N, 77° 48′ 5″ W | Shepherdstown           |                                                      |
| 69    | Shepherdstown Historic District                                      | weitere Bilder                                                       | 17. Aug. 1973 ID-Nr. 73001920  | zwischen der Mill, Rocky, Duke, und Washington Sts. 39° 25′ 58″ N, 77° 48′ 24″ W | Shepherdstown           | dieser Eintrag hat eine weiter Referenz-ID 87001205  |
| 70    | South Charles Town Historic District                                 | South Charles Town Historic District                                 | 16. Sep. 2009 ID-Nr. 09000733  | S. George, S. Mildred, S. Samuel und S. Church Sts. 39° 16′ 40,9″ N, 77° 51′ 8,9″ W | Charles Town            |                                                      |
| 71    | Spring Grove                                                         |                                                                      | 17. Mai 2021 ID-Nr. 100006504  | 2497 Smith Rd. 39° 12′ 8,6″ N, 77° 54′ 47,5″ W | Charles Town, Siedlung  |                                                      |
| 72    | Strider Farm                                                         | Strider Farm                                                         | 1. Feb. 1988 ID-Nr. 87002524   | Bakerton Road 39° 20′ 3″ N, 77° 45′ 55″ W | Harpers Ferry           |                                                      |
| 73    | Sunnyside Farm                                                       |                                                                      | 18. März 1999 ID-Nr. 99000285  | Leetown Rd. 39° 19′ 53″ N, 77° 57′ 31,3″ W | Kearneysville           |                                                      |
| 74    | Tackley Farm                                                         | Tackley Farm                                                         | 4. Nov. 1994 ID-Nr. 94001286   | West Virginia Route 9, östlich der Einmündung mit der West Virginia Route 480 39° 21′ 50,2″ N, 77° 52′ 21,1″ W                                                                                           | Shenandoah Junction     |                                                      |
| 75    | Taylor's Meadow                                                      |                                                                      | 19. Apr. 2021 ID-Nr. 100006390 | 161 McMurran Farm Lane 39° 23′ 51,8″ N, 77° 46′ 41,1″ W | Shepherdstown           |                                                      |
| 76    | Traveller's Rest                                                     | weitere Bilder                                                       | 15. Nov. 1972 ID-Nr. 72001288  | nordwestlich von Leetown, an der West Virginia Route 480 39° 23′ 17,3″ N, 77° 54′ 4,3″ W | Kearneysville           |                                                      |
| 77    | Van Swearingen-Shepherd House                                        | Van Swearingen-Shepherd House                                        | 18. Aug. 1983 ID-Nr. 83003241  | nördlich von Shepherdstown 39° 26′ 28″ N, 77° 48′ 14″ W | Shepherdstown           |                                                      |
| 78    | Charles Washington House                                             | weitere Bilder                                                       | 2. Juli 1973 ID-Nr. 73001912   | Blakely Pl. 39° 16′ 55,9″ N, 77° 51′ 35″ W | Charles Town            |                                                      |
| 79    | Weirick and Weller Waterwheel                                        |                                                                      | 30. Aug. 2022 ID-Nr. 100008072 | 6517 Kabletown Rd. 39° 15′ 4,7″ N, 77° 50′ 31,6″ W | Charles Town            |                                                      |
| 80    | White House Farm                                                     | White House Farm                                                     | 29. Aug. 1979 ID-Nr. 79002583  | Summit Point Road 39° 15′ 5″ N, 77° 56′ 45″ W | Summit Point            |                                                      |
| 81    | Wild Goose Farm                                                      | Wild Goose Farm                                                      | 20. Apr. 2018 ID-Nr. 100001902 | 2935 Shepherd Grade Road 39° 28′ 25,7″ N, 77° 48′ 59,4″ W | Shepherdstown           |                                                      |
| 82    | Woodbury                                                             | Woodbury                                                             | 9. Okt. 1974 ID-Nr. 74002005   | an der County Road 1/4 39° 21′ 28″ N, 77° 54′ 29″ W | Leetown                 |                                                      |
| 83    | Woodbyrne                                                            |                                                                      | 2. Aug. 2024 ID-Nr. 100010589  | 219 Ann Lewis Road 39° 11′ 1″ N, 77° 52′ 16,3″ W | Charles Town            |                                                      |
| 84    | Woodlawn                                                             |                                                                      | 24. März 2000 ID-Nr. 00000254  | 30 Wiltshire Rd. 39° 20′ 21″ N, 77° 53′ 7″ W | Kearneysville           |                                                      |
| 85    | Robert Worthington House                                             | weitere Bilder                                                       | 2. Juli 1973 ID-Nr. 73001913   | westlich von Charles Town, an der West Virginia Route 51 39° 17′ 46″ N, 77° 53′ 23″ W | Charles Town            |                                                      |
| 86    | York Hill                                                            | weitere Bilder                                                       | 26. Juli 2006 ID-Nr. 06000654  | 1583 Ridge Road 39° 22′ 36″ N, 77° 50′ 47″ W | Shenandoah Junction     |                                                      |